# Русский ампир

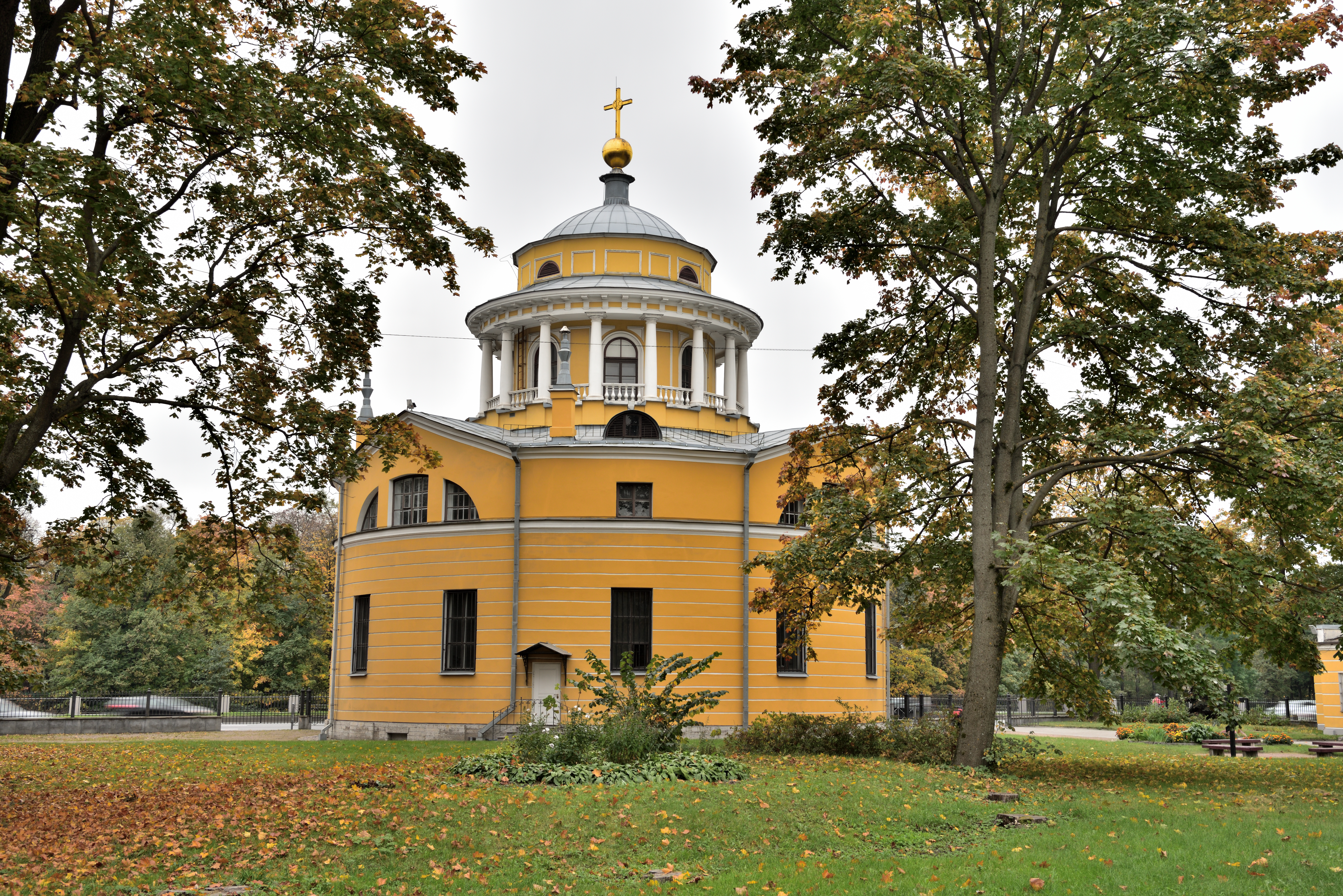
Благовещенская церковь на Приморском проспекте в Санкт-Петербурге

Русский ампи́р — художественный стиль первой трети XIX века, сложившийся под влиянием французского ампира и возникший практически одновременно с ним. Русский ампир не просто копирует модное в начале XIX века европейское направление, переосмыслившее образы и памятники архитектурно-художественного наследия Древней Греции и Древнего Рима, он сочетает его с национальными традициями русского классицизма. Развиваясь в периоды высокого и позднего классицизма, стиль охватывает два с половиной десятилетия правления императора Александра I и начальный период царствования его брата, Николая I. Особенно ярко русский ампир проявился в архитектуре, оформлении интерьеров и декоративно-прикладном искусстве столицы Российской империи — Санкт-Петербурге.
Наивысшие достижения русского ампира лежат в области архитектуры, поэтому иногда его называют «градостроительным классицизмом». У истоков стиля находился архитектор Винченцо Бренна.
В 1804—1806 годах на Севрской фарфоровой мануфактуре изготавливали большой «Египетский сервиз» (146 предметов) с росписями и фигурными предметами по гравюрам с рисунков французского художника и одного из создателей «стиля империи» Д. Виван-Денона. Наполеон преподнёс сервиз в дар императору Александру в 1808 году во время их встречи в Эрфурте в память о заключении Тильзитского мира между Францией и Россией (1807). Сервиз хранился в Москве, в Оружейной палате. Ныне часть изделий экспонируется в Музее керамики в подмосковном Кусково, другая часть в Эрмитаже в Санкт-Петербурге.
После окончания войны, в 1814 году в Париже император Александр встретился с П. Фонтеном и, ещё до вторичного вступления союзных армий в Париж, получил тринадцать альбомов с рисунками пером и акварелью — проектов интерьеров, мебели и «разных монументов» — с дарственной надписью: «Благородному императору Александру и храброму российскому воинству». Эти альбомы хранились в Зимнем дворце в Санкт-Петербурге (ныне в библиотеке Эрмитажа), они оказали существенное воздействие на работу мастеров «русского ампира». Во Франции они были опубликованы только в 1892 году. Персье и Фонтен после поражения Наполеона стремились на русскую службу, но российский император предпочёл им в то время никому не известного О. Монферрана, который также преподнёс монарху свой «Альбом разных архитектурных проектов, посвящённых Его Величеству Императору Всероссийскому Александру I». Исаакиевский собор, возводимый в российской столице с большими трудностями с 1818 по 1858 год отражает уже иные, более поздние представления о храмовой архитектуре.
Многие исследователи вслед за И. Э. Грабарем и Г. К. Лукомским выделяют в особый историко-региональный стиль ранний, «мягкий» александровский, или «довоенный», классицизм с ориентацией на памятники архитектуры Древней Греции дорического стиля. Следующий за ним русский ампир 1815—1820-х годов, как и в наполеоновской Франции, следовал традициям императорского Рима, поскольку и Россия после победы над Францией стала могущественной империей, диктовавшей свою волю Европе. Выдающимися представителями стиля раннего александровского классицизма следует считать А. Д. Захарова, А. Н. Воронихина, Ж.-Ф. Тома де Томона. Соответственно полноценное развитие русского ампира относится к «послевоенной эпохе», придавшей новый импульс развитию стиля.
Тем не менее не все историки русского искусства признают правомочность термина «русский ампир», считая, что французское название следует применять только к искусству Франции, а в России того же периода доминировал «поздний классицизм» со своей спецификой.
Русский ампир, или поздний классицизм, получил разделение на московский и петербургский, причём такое деление определялось не столько территориальным признаком, сколько степенью отрыва от классицизма предыдущей эпохи — московский был более связан с национальными традициями.
Особое место в истории русского искусства начала XIX века занимает творчество итальянского архитектора Карла Росси. С его именем связывают создание грандиозных ансамблей центра Санкт-Петербурга и «архитектуру дальних перспектив». Архитектуру Карла Росси часто соотносят со стилем ампир и называют «россиевским ампиром». Однако индивидуальный стиль Росси мягче, живописнее, чем у его французских коллег Персье и Фонтена, и, одновременно смелее, шире, пространственнее. В грандиозных ансамблях, созданных К. Росси в российской столице, есть и строгость подлинного классицизма, и разнообразие палладианских мотивов, и пафос пространства, свойственный барочному мышлению. Итальянизмы россиевского стиля претворились в «пейзаж русской души».
В Москве работали О. И. Бове, Д. Жилярди. Поздний русский классицизм представлял В. И. Стасов.
Замечательна мебель, создававшаяся по рисункам К. Росси, несколько напоминающая проекты Персье и Фонтена (Росси использовал их альбомы, хранившиеся в Зимнем дворце), в петербургских мастерских В. И. Бобкова и И. И. Баумана.
Многосоставность позднего классицизма, или ампира К. Росси и его школы, оказалась переходной, открывшей пути стилевых поисков в период историзма и эклектики середины и второй половины XIX века.
Возрождение эстетики ампира в иных формах происходило в России в советское время, в период от середины 1930-х до середины 1950-х годов. Это направление в архитектуре, скульптуре и декоративно-прикладном искусстве известно как советский, или «сталинский ампир».

## Термин
В русскоязычном искусствоведении русскую классическую архитектуру второй половины XVIII — первой трети XIX века впервые объединил единым термином «классицизм» в 1900-х годах И. Э. Грабарь. До этого (и позже) она делилась исследователями на стилевые направления: «стиль Людовика XVI», «Ампир» и другие. В первой «Истории русского искусства» (1910—1912) и затем в журнале «Старые годы» Грабарь и его соавтор И. А. Фомин отказались от термина «ампир» в отношении русской архитектуры начала XIX века, желая подчеркнуть её самобытный характер, и называли новое направление «Александровским классицизмом». Тем не менее, вплоть до конца 1930-х годов учёные старой школы продолжали использовать термин «русский ампир».
С конца 1930-х годов в советском искусствознании термин «ампир» в отношении русского искусства попал под запрет, в связи со сталинской идеологической политикой. М. Н. Микишантьев отмечал, что историк архитектуры Г. Г. Гримм в этот период выдвинул «спасительную» для искусствоведов концепцию «трёх классицизмов» в русском искусстве — раннего (1760—1770-х годов), строгого или зрелого (1780—1790-х годов) и позднего или высокого (1800—1830-х годов). Терминологическая концепция сохраняла значение в послевоенные десятилетия XX века.
В исследованиях начала XXI века фазу русского классицизма 1800—1830-х годов снова стали называть «русским ампиром», включая в неё не только архитектуру, но и убранство интерьеров и другие сферы искусства. Г. Г. Поспелов в введении к 14-му тому «История русского искусства в 22 томах» (2011) писал, что «…не следует говорить о „позднем классицизме“ как о стиле, включающем в себя стиль ампир или находящемся рядом с ампиром. Обличия достаточно широкого стиля ампир могли быть очень различными в одну и ту же эпоху — то государственно-триумфальными (как в Петербурге), то, наоборот, приватными, даже интимными (как в московских частных, нередко деревянных особняках послевоенной поры)».